# Teresa Caldeira
Teresa Pires do Rio Caldeira (São Paulo, 1954) és una antropòloga brasilera, amb doble nacionalitat estatunidenca. És catedràtica d'Estudis regionals i urbans a la Universitat de Califòrnia a Berkeley.
La seva recerca se centra en el que és urbà, les relacions socials i la vida a les ciutats. També ha treballat la segregació espacial, la violència urbana i la discriminació social. Investiga les noves formes de vida urbana que creen els joves en el context del neoliberalisme, que impliquen nous modes de governabilitat i nous paradigmes urbanístics. L'any 2012 va ser nomenada Guggenheim Fellow i va rebre el Premi de Faculty Mentor Award de la Universitat de Califòrnia, Berkeley. Ha escrit City of Walls: Crime, Segregation and Citizenship in Sao Paulo (University of Californa Press, 2000; traduït al castellà, Ciudad de muros, Gedisa 2007) que va guanyar el Premi Senior Book Prize of the American Ethnological Society el 2001. També és autora de Democràcia i murs. Noves articulacions de l'espai públic (CCCB, Breus, 2008) i Espacio, segregación y arte urbano en Brasil (Katz, 2010).